# Davey Allison
David Carl Allison, mais conhecido como Davey Allison (25 de fevereiro de 1961, Hollywood, Florida, Estados Unidos - 13 de julho de 1993), foi um automobilista estadunidense que competiu na categoria de Stock Cars. Disputou 191 corridas da NASCAR Cup Series, onde obteve dezenove vitorias e 66 top 5. Ficou em terceiro no campeonato de 1991 e 1992.
Entre suas vitórias destacam-se as 500 Milhas de Daytona de 1992, as 500 Milhas de Alabama de Talladega de 1987, 1989 e 1992, as 600 Milhas de Charlotte de 1991. Também venceu o chamado The Winston, a All Star Race 1991 e 1992.
Allison ficou conhecido por pilotar durante a maior parte da sua carreira na NASCAR Cup o Ford número 28 patrocinado pela empresa petrolífera Texaco e sua marca de óleo Havoline. O piloto fez parte da equipe Ranier-Lundy nas temporadas 1987 e 1988, e da Robert Yates Racing entre 1989 ate 1993.
Por outra parte, obteve 31 top 10 em 86 corridas pela NASCAR Busch Series, mas nenhuma vitória. Enquanto, participou da International Race of Champions em 1992 e 1993, obtendo duas vitórias e um campeonato em 1993 (postumamente).
É filho de Bobby Allison, campeão da NASCAR Cup Series e vencedor das 500 Milhas de Daytona, enquanto seu tio, Donnie, foi vencedor das 600 Milhas de Charlotte e as 400 Milhas de Daytona. Seu irmão Clifford foi piloto na NASCAR Busch Series; faleceu em um treino de uma corrida da Busch Series, em agosto de 1992.

## Carreira desportiva
Após se graduar no liceu, começou a trabalhar na equipe do seu pai, e fora de horário trabalhava em seu automóvel de corrida, um Chevy Nova. Estreou no stock cars no ovalo de Birminginham International Raceway, conseguindo sua primeira vitória em sua sexta corrida. Allison tornou-se um ganhador frequente nesse ovalo.
Em 1983 Allison ganhou duas corridas de Talladega pela serie ARCA. Participou da mesma série em 1984 e 1985, ficando em terceiro em ambas temporadas, obtendo mais cinco vitórias. Também estreou na NASCAR Busch Series pela equipe de seu pai num calendário parcial entre 1983 e 1985, onde conseguiu três top 5.

### NASCAR Cup Series

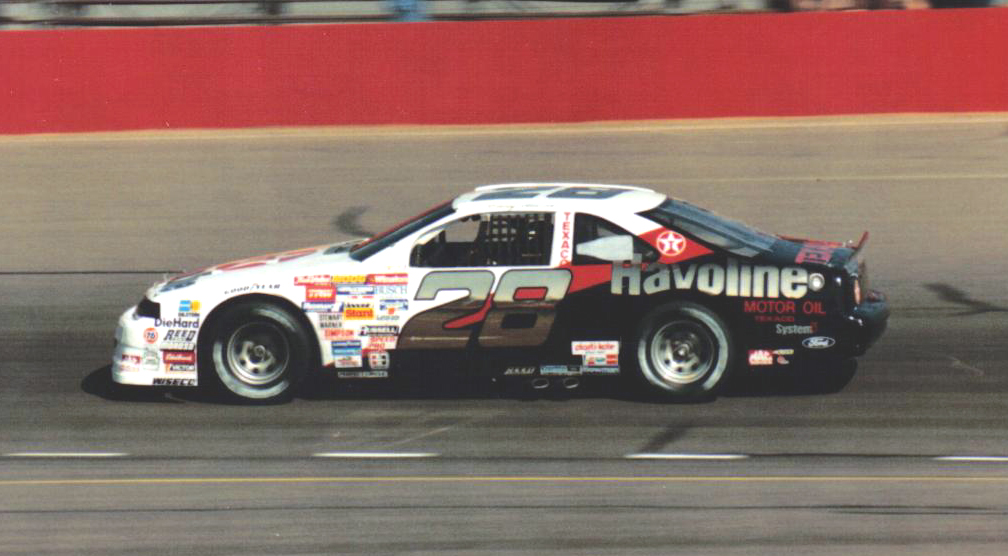
Carro de Davey Allison na NASCAR em 1989.

Allison fez sua primeira corrida na NASCAR Cup Series para Hoss Ellington nas 500 Milhas de Talladega de 1985, conseguindo uma decima posição. Participou mais de dois corridas para a mesma equipe na aquele ano. No ano seguinte, correu cinco corridas e seu melhor resultado foi um séptimo lugar.
Em 1987 disputou a NASCAR Cup Series com um Ford da equipe Ranier-Lundy. Conseguiu vitorias nas 500 Milhas Winston e Dover. Além disso obteve mais sete top 5 em 22 corridas, ficando 21º no campeonato do pilotos. No ano seguinte, ganhou duas corridas e conseguiu 12 chegadas entre os cinco primeiros, concluindo oitavo no campeonato.
Ranier vendeu toda sua equipe a Robert Yates para a temporada 1989. Allison obteve vitorias nas 500 Milhas Winston e nas 400 Milhas de Daytona, além de sete top 5 no total. Mas, Allison sofreu de seis retiros por problemas de motor, ficando décimo primeiro no campeonato. No ano seguinte, obteve duas vitorias, mas somente mais três top 5, concluindo 13º no ano.
Em 1991 Allison tornou-se um dos concorrentes pelo titulo da NASCAR Cup Series. Conseguiu cinco vitorias: 600 Milhas de Charlotte, Sonoma, Michigan, Rockingham 2 e Phoenix, brigando o titulo contra Dale Earnhardt e Ricky Rudd. Finalmente, Allison ficaria na tercera posicão do campeonato com um total de 12 top 5 e 16 top 10.
Em 1992, começou ganhando as 500 Milhas de Daytona, North Wilkesboro e as 500 Milhas Winston, chegando a ser líder do campeonato por varias provas. Na corrida de exibicão Winston, obteve a vitória, mas sofreu um forte accidente ao passar a linha de chegada, deixando-o com um contusão e um pulmão magoado. Porém, isso não lhe impediu seguir correndo, ganhando em Michigan.
Allison sofreu outro duro accidente em Pocono, onde lesionou-se o braço direito, o punho direito e a clavícula. Para não perder muitas posições no campeonato, Allison começou as duas seguintes corridas, mas precisou de pilotos suplentes para substituí-lo na corrida, já que as regras dizem que o piloto que começa a corrida, obtém os pontos da mesma. Sua primeira corrida completa depois de sofrer as lesões foi na segunda corrida de Michigan, onde finalizou em quinto. Mas, seu irmão Clifford sofreu um accidente no mesmo fim de semana numa corrida de NASCAR Busch Series que terminaria perdendo a vida. Davey chegaria a corrida final da temporada em Atlanta tendo a liderança do campeonato, não ganhar em Phoenix e obter 15 top 5. No entanto, sofreu um accidente com Ernie Irvan, ficando fora da corrida e terceiro no campeonato, atras de Bill Elliott e Alan Kulwicki.
No ano seguinte, Allison obteve uma vitória em Richmond e seis top 5, se-ficando quinto no campeonato apos de 16 corrida. O 12 de julho, dirigiu-se ão ovalo de Talladega de helicóptero, com motivo de presenciar um treino do filho de seu amigo Neil Bonnett, David Bonnett. Acompanhado de outro passageiro, Red Farmer, Allison tentou aterrar, mas acabou batendo, morrendo o dia seguinte no hospital de Birmingham, enquanto Farmer sobreviveu.